# Premi Salem
El Premi Salem, fundada per la vídua de Raphaël Salem, es concedeix cada any a un jove matemàtic que se considera haver realitzat un treball destacat en el camp d'interès de Salem, principalment la teoria de la sèrie de Fourier. El premi és considerat de gran prestigi i molts medallistes Fields han rebut prèviament el premi Salem. El premi va ser de 5.000 francs francesos el 1990.

## Guanyadors passats
(Nota: el símbol a F indica als matemàtics que més tard van obtenir una Medalla Fields).
- 1968 Nicholas Varopoulos[1]
- 1969 Richard Hunt[1]
- 1970 Yves Meyer[1]
- 1971 Charles FeffermanF[1]
- 1972 Thomas Körner[1]
- 1973 Ievgueni Mikhailòvitx Nikixin[1]
- 1974 Hugh Montgomery[1]
- 1975 William Beckner[1]
- 1976 Michael R. Herman[1]
- 1977 S. V. Bockarev[1]
- 1978 Björn E. Dahlberg[1]
- 1979 Gilles Pisier[1]
- 1980 Stylianos Pichorides[1]
- 1981 Peter Jones[1]
- 1982 Alexei B. Aleksandrov[1]
- 1983 Jean BourgainF[1]
- 1984 Carlos Kenig[1]
- 1985 Thomas Wolff[1]
- 1986 Nikolai Makarov[1]
- 1987 Guy David and Jean Lin Journe[1]
- 1988 Alexander Volberg i Jean-Christophe YoccozF[1]
- 1989 sense premi
- 1990 Serguei Koniaguin[1]
- 1991 Curtis T. McMullenF
- 1992 Mitsuhiro Shishikura
- 1993 Serguei Treil
- 1994 Kari Astala
- 1995 Håkan Eliasson
- 1996 Michael Lacey i Christoph Thiele
- 1997 sense premi
- 1998 Trevor Wooley
- 1999 Fedor Nazarov
- 2000 Terence TaoF
- 2001 Oded Schramm i Stanislav SmirnovF
- 2002 Xavier Tolsa
- 2003 Elon LindenstraussF i Kannan Soundararajan
- 2004 sense premi
- 2005 Ben J. Green
- 2006 Stefanie Petermichl i Artur AvilaF
- 2007 Akshay Venkatesh
- 2008 Bo'az Klartag i Assaf Naor
- 2009 sense premi
- 2010 Nalini Anantharaman
- 2011 Zhan Dapeng i Julien Dubedat[2]
- 2012 sense premi
- 2013 Larry Guth[3]
- 2014 Dmitry Chelkak[4]
- 2015 sense premi
- 2016 Maryna Viazovska[5][6]